# Marvel Cinematic Universe/Bücher
Von Marvel wurden bisher viele Bücher durch verschiedene Verlage zum Marvel Cinematic Universe veröffentlicht. Unterteilen lassen sich die Wichtigsten in die Kategorien Artbooks, Guidebooks, Exklusive Storys, In-Universe-Bücher und Marvel Studio Bücher.

## Artbooks
Exklusive Hintergrundinformationen, Skizzen, Storyboards und mehr.

### Filme
| Titel                                                  | Erstveröffentlichung | Neuveröffentlichung (Infinity Saga Serie)                     |
| ------------------------------------------------------ | -------------------- | ------------------------------------------------------------- |
| The Art of Iron Man                                    | 21. April 2010       | 09. Oktober 2018 (10th Anniversary Edition) 14. November 2023 |
| The Art of Iron Man 2                                  | 19. Mai 2010         | 25. Juli 2023                                                 |
| The Art of Thor                                        | 04. Mai 2011         | 29. August 2023                                               |
| The Art of Captain America: The First Avenger          | 20. Juli 2011        | 14. Mai 2024                                                  |
| The Art of The Avengers                                | 02. Mai 2012         | 30. Juli 2024                                                 |
| The Art of Iron Man 3                                  | 14. Mai 2013         | 27. August 2024                                               |
| The Art of Thor: The Dark World                        | 19. November 2013    | 15. Oktober 2024                                              |
| The Art of Captain America: The Winter Soldier         | 22. April 2014       | 29. Oktober 2024                                              |
| The Art of Guardians of the Galaxy                     | 12. August 2014      | 10. Dezember 2024                                             |
| The Art of Avengers: Age of Ultron                     | 12. Mai 2015         | 21. Januar 2025                                               |
| The Art of Ant-Man                                     | 04. August 2015      | 15. April 2025                                                |
| The Art of Captain America: Civil War                  | 17. Mai 2016         | 27. Mai 2025                                                  |
| The Art of Doctor Strange                              | 22. November 2016    | 17. Juni 2025                                                 |
| The Art of Guardians of the Galaxy Vol. 2              | 16. Mai 2017         | 26. August 2025                                               |
| The Art of Spider-Man: Homecoming                      | 18. Juli 2017        | 07. Oktober 2025                                              |
| The Art of Thor: Ragnarok                              | 14. November 2017    | 04. November 2025                                             |
| The Art of Black Panther                               | 13. Februar 2018     | 03. Februar 2026                                              |
| The Art of Ant-Man and the Wasp                        | 03. Juli 2018        | TBA                                                           |
| The Art of Avengers: Infinity War                      | 06. November 2018    | TBA                                                           |
| The Art of Captain Marvel                              | 05. März 2019        | TBA                                                           |
| The Art of Spider-Man: Far From Home                   | 01. Oktober 2019     | TBA                                                           |
| The Art of Avengers: Endgame                           | 19. November 2019    | TBA                                                           |
| The Art of Black Widow                                 | 24. Januar 2023      | TBA                                                           |
| The Art of Shang-Chi and the Legend of the Ten Rings   | 21. Februar 2023     | TBA                                                           |
| The Art of Eternals                                    | 15. August 2023      | TBA                                                           |
| The Art of Spider-Man: No Way Home                     | 01. August 2023      | TBA                                                           |
| The Art of Doctor Strange in the Multiverse of Madness | 12. September 2023   | TBA                                                           |
| The Art of Thor: Love and Thunder                      | 19. September 2023   | TBA                                                           |
| The Art of Black Panther: Wakanda Forever              | 27. Februar 2024     | TBA                                                           |
| The Art of Ant-Man and the Wasp: Quantumania           | 17. September 2024   | TBA                                                           |
| The Art of Guardians of the Galaxy Vol. 3              | 30. Juli 2024        | TBA                                                           |
| The Art of The Marvels                                 | 24. September 2024   | TBA                                                           |
| The Art of Deadpool & Wolverine                        | 29. Oktober 2024     | TBA                                                           |
| The Art of Captain America: Brave New World            | 08. Juli 2025        | TBA                                                           |
| The Art of Thunderbolts*                               | 26. August 2025      | TBA                                                           |
| The Art of The Fantastic Four: First Steps             | 18. November 2025    | TBA                                                           |

### Übergreifend
| Titel                                                                                | Thematisiert | Veröffentlichung |
| ------------------------------------------------------------------------------------ | --- | ---------------- |
| The Road to Avengers: Age of Ultron - The Art of the Marvel Cinematic Universe       | Iron Man Der unglaubliche Hulk Iron Man 2 Thor Captain America: The Fist Avenger Marvel's The Avengers Iron Man 3 Thor: The Dark Kingdom The Return of the First Avenger | 19. Mai 2015     |
| The Road to Avengers: Infinity War - The Art of the Marvel Cinematic Universe Vol. 2 | Thor Marvel's The Avengers Thor: The Dark Kingdom The Return of the First Avenger Guardians of the Galaxy Avengers: Age of Ultron The First Avenger: Civil War Doctor Strange Guardians of the Galaxy Vol. 2 Spider-Man: Homecoming Thor: Tag der Entscheidung Black Panther | 01. Mai 2018     |
| The Road to Avengers: Endgame - The Art of the Marvel Cinematic Universe Vol. 3      | Avengers: Infinity War Ant-Man and the Wasp Captain Marvel | 23. April 2019   |
| The Story of Marvel Studios: The Making of the Marvel Cinematic Universe             | Alle Filme, One Shots und z. T. Serien | 19. Oktober 2021 |

### Serien
| Titel                                                  | Veröffentlichung   |
| ------------------------------------------------------ | ------------------ |
| Agents of S.H.I.E.L.D.: Season One Declassified        | 29. Juli 2014      |
| Agent Carter: Season One Declassified                  | 07. Juli 2015      |
| Agents of S.H.I.E.L.D.: Season Two Declassified        | 10. August 2015    |
| Agents of S.H.I.E.L.D.: Season Three Declassified      | 04. Oktober 2016   |
| Agent Carter: Season Two Declassified                  | 18. Oktober 2016   |
| Agents of S.H.I.E.L.D.: Season Four Declassified       | 26. September 2017 |
| WandaVision: The Art of the Series                     | 08. März 2022      |
| The Falcon & The Winter Soldier: The Art of the Series | 28. Juni 2022      |
| Loki: The Art of the Series                            | 01. November 2022  |
| What If...?: The Art of the Series                     | 27. August 2024    |
| Hawkeye: The Art of the Series                         | 21. November 2023  |
| Moon Knight: The Art of the Series                     | 12. Dezember 2023  |
| Ms. Marvel: The Art of the Series                      | 14. Mai 2024       |
| She-Hulk: Attorney at Law: The Art of the Series       | 04. März 2025      |
| Loki: Season 2: The Art of the Series                  | 05. August 2025    |
| Agatha All Along: The Art of the Series                | 03. Juni 2025      |

### Special Presentations
| Titel                                     | Veröffentlichung |
| ----------------------------------------- | ---------------- |
| Werewolf by Night: The Art of the Special | 24. Oktober 2023 |

### Collectionen
| Titel                 | Beinhaltet                                                                                              | Veröffentlichung   |
| --------------------- | --- | ------------------ |
| Art of Marvel Studios | The Art of Iron Man The Art of Iron Man 2 The Art of Thor The Art of Captain America: The First Avenger | 28. September 2011 |

### Gecancelte
| Titel                                             | Geplante Veröffentlichung |
| ------------------------------------------------- | ------------------------- |
| The Art of Incredible Hulk                        | 19. November 2008         |
| Daredevil: Defender of Hell's Kitchen: Season One | 15. September 2015        |
| Marvel's A.K.A. Jessica Jones: Season One         | 17. November 2015         |
| Secret Invasion: The Art of the Series            | 04. September 2024        |

## Guidebooks
Beschreibungen mit Vergleichen zu den Comics.

### Filme
| Titel                                                                            | Veröffentlichung   |
| -------------------------------------------------------------------------------- | ------------------ |
| Guidebook to the Marvel Cinematic Universe - Iron Man                            | 28. Oktober 2015   |
| Guidebook to the Marvel Cinematic Universe - The Incredible Hulk                 | 25. November 2015  |
| Guidebook to the Marvel Cinematic Universe - Iron Man 2                          | 25. November 2015  |
| Guidebook to the Marvel Cinematic Universe - Thor                                | 23. Dezember 2015  |
| Guidebook to the Marvel Cinematic Universe - Captain America: The First Avenger  | 27. Januar 2016    |
| Guidebook to the Marvel Cinematic Universe - The Avengers                        | 24. Februar 2016   |
| Guidebook to the Marvel Cinematic Universe - Iron Man 3                          | 04. Mai 2016       |
| Guidebook to the Marvel Cinematic Universe - Thor: The Dark World                | 04. Mai 2016       |
| Guidebook to the Marvel Cinematic Universe - Captain America: The Winter Soldier | 25. Mai 2016       |
| Guidebook to the Marvel Cinematic Universe - Ant-Man                             | 25. Mai 2016       |
| Guidebook to the Marvel Cinematic Universe - Guardians of the Galaxy             | 27. Juli 2016      |
| Guidebook to the Marvel Cinematic Universe - Avengers: Age of Ultron             | 28. September 2016 |
| Guidebook to the Marvel Cinematic Universe - Captain America: Civil War          | 25. Januar 2017    |
| Guidebook to the Marvel Cinematic Universe - Doctor Strange                      | 29. März 2017      |

### Serien
| Titel                                                                                     | Veröffentlichung  |
| ----------------------------------------------------------------------------------------- | ----------------- |
| Guidebook to the Marvel Cinematic Universe - Marvel's Agents of S.H.I.E.L.D. Season One   | 22. Juni 2016     |
| Guidebook to the Marvel Cinematic Universe - Marvel's Agents of S.H.I.E.L.D. Season Two   | 26. Oktober 2016  |
| Guidebook to the Marvel Cinematic Universe - Marvel's Agent Carter Season One             | 26. Oktober 2016  |
| Guidebook to the Marvel Cinematic Universe - Marvel's Agents of S.H.I.E.L.D. Season Three | 28. Dezember 2016 |
| Guidebook to the Marvel Cinematic Universe - Marvel's Agent Carter Season Two             | 28. Dezember 2016 |

### Collection
| Titel (US)                                                                    | Titel (D)                                               | Beinhaltet | Veröffentlichung (US) | Veröffentlichung (D) |
| ----------------------------------------------------------------------------- | ------------------------------------------------------- | --- | --------------------- | -------------------- |
| Guidebook to the Marvel Cinematic Universe - The Avengers Initiative          | Marvel Cinematic Universe: Das Film-Kompendium          | Guidebook to the Marvel Cinematic Universe - Iron Man Guidebook to the Marvel Cinematic Universe - The Incredible Hulk Guidebook to the Marvel Cinematic Universe - Iron Man 2 Guidebook to the Marvel Cinematic Universe - Thor Guidebook to the Marvel Cinematic Universe - Captain America: The First Avenger Guidebook to the Marvel Cinematic Universe - The Avengers Guidebook to the Marvel Cinematic Universe - Iron Man 3 Guidebook to the Marvel Cinematic Universe - Thor: The Dark World                                                          | 18. April 2017        | 17. Oktober 2017     |
| Guidebook to the Marvel Cinematic Universe - The Good, The Bad, The Guardians | Marvel Cinematic Universe: Das Film-Kompendium - Band 2 | Guidebook to the Marvel Cinematic Universe - Captain America: The Winter Soldier Guidebook to the Marvel Cinematic Universe - Guardians of the Galaxy Guidebook to the Marvel Cinematic Universe - Avengers: Age of Ultron Guidebook to the Marvel Cinematic Universe - Ant-Man Guidebook to the Marvel Cinematic Universe - Captain America: Civil War Guidebook to the Marvel Cinematic Universe - Doctor Strange Exklusiv in dieser Collection: Guidebook to the Marvel Cinematic Universe - Guardians of the Galaxy Vol. 2                                | 19. Dezember 2017     | 11. September 2018   |
| Guidebook to the Marvel Cinematic Universe - It's All Connected               | -                                                       | Guidebook to the Marvel Cinematic Universe - Marvel's Agents of S.H.I.E.L.D. Season One Guidebook to the Marvel Cinematic Universe - Marvel's Agents of S.H.I.E.L.D. Season Two Guidebook to the Marvel Cinematic Universe - Marvel's Agents of S.H.I.E.L.D. Season Three Guidebook to the Marvel Cinematic Universe - Marvel's Agent Carter Season One Guidebook to the Marvel Cinematic Universe - Marvel's Agent Carter Season Two Exklusiv in dieser Collection: Guidebook to the Marvel Cinematic Universe - Marvel's Agents of S.H.I.E.L.D. Season Four | 16. Januar 2018       | -                    |

## Exklusive Storys
Diese Bücher enthalten exklusive Geschichten aus dem MCU. Die Bücher sind nie offiziell als Canon bezeichnet worden, aber sie wurden offiziell beworben.
| Titel                                                                     | Veröffentlichung   | Zeitliche Einordnung                                                |
| ------------------------------------------------------------------------- | ------------------ | ------------------------------------------------------------------- |
| Guardians of the Galaxy Vol. 2 - The Junior Novel (Exklusive Story)       | 04. April 2017     | Zwischen Guardians of the Galaxy und Guardians of the Galaxy Vol. 2 |
| Thor: Ragnarok: The Junior Novel (Bonus Story)                            | 10. Oktober 2017   | Vor Thor: Tag der Entscheidung                                      |
| Black Panther: The Junior Novel (Black Panther: Aftermath)                | 16. Januar 2018    | Zwischen The First Avenger: Civil War und Black Panther             |
| Avengers: Infinity War: The Heroes' Journey                               | 03. April 2018     | Vor Avengers: Infinity War                                          |
| The Cosmic Quest Volume One: Beginning                                    | 03. April 2018     | Zwischen Thor: Tag der Entscheidung und Avengers: Infinity War      |
| Ant-Man and the Wasp: The Heroes' Journal                                 | 05. Juni 2018      | Vor Ant-Man and the Wasp                                            |
| The Cosmic Quest Volume Two: Aftermath                                    | 20. November 2018  | Zwischen Avengers: Infinity War und Avengers: Endgame               |
| Thanos: Titan Consumed                                                    | 20. November 2018  | Vor Avengers: Infinity War                                          |
| Captain Marvel: Starforce Mission Log                                     | 29. Januar 2019    | Vor Captain Marvel                                                  |
| Captain Marvel: Higher, Further, Faster.                                  | 05. Februar 2019   | Vor Captain Marvel                                                  |
| Captain Marvel: Starforce on the Rise                                     | 05. Februar 2019   | Vor Captain Marvel                                                  |
| Avengers: Endgame: The Pirate Angel, The Talking Tree, and Captain Rabbit | 02. April 2019     | Parallel zu Avengers: Infinity War                                  |
| Spider-Man: Far From Home: Peter and Ned's Ultimate Travel Journal        | 04. Juni 2019      | Parallel zu Spider-Man: Far From Home                               |
| Shang-Chi and the Legend of the Ten Rings: Who Guards My Sleep            | 07. September 2021 | In Shang-Chis Kindheit                                              |
| Black Panther: Wakanda Forever: The Courage to Dream                      | 01. November 2022  | Vor Black Panther: Wakanda Forever                                  |
| Captain America: Brave New World: A Hero Looks Like You                   | 07. Januar 2025    | Vor Captain America: Brave New World                                |

## In-Universe-Bücher
Bücher die in dieser Weise auch im MCU existieren.
| Titel                                                                     | Veröffentlichung   |
| ------------------------------------------------------------------------- | ------------------ |
| The Wakanda Files: A Technological Exploration of the Avengers and Beyond | 20. Oktober 2020   |
| Look Out For The Little Guy                                               | 05. September 2023 |

## Marvel Studio - Bücher
Diese Bücher enthalten weitere Hintergrundinformationen.
| Titel (US)                                                          | Titel (D)                                                                    | Veröffentlichung (US) | Veröffentlichung (D) |
| ------------------------------------------------------------------- | ---------------------------------------------------------------------------- | --------------------- | -------------------- |
| Marvel Studios 101: All Your Questions Answered                     | MARVEL Studios: Die Marvel Kinofilme: Von Iron Man bis Avengers Infinity War | 03. April 2018        | 20. März 2018        |
| Marvel Studios: Visual Dictionary                                   | MARVEL Studios: Die illustrierte Enzyklopädie                                | 25. September 2018    | 22. März 2019        |
| Marvel Studios: The First Ten Years                                 | -                                                                            | 30. Oktober 2018      | -                    |
| Marvel Studios: Character Encyclopedia                              | MARVEL Studios: Lexikon der Superhelden                                      | 02. April 2019        | 22. März 2019        |
| The Moviemaking Magic of Marvel Studios: Heroes & Villains          | -                                                                            | 23. April 2019        | -                    |
| How to Paint Characters the Marvel Studios Way                      | -                                                                            | 29. Oktober 2019      | -                    |
| Marvel Studios: The Marvel Cinematic Universe: An Official Timeline | Marvel Timelines: Die visuelle Chronik des Marvel Cinematic Universe         | 07. September 2023    | 26. November 2023    |

Gecancelte Marvel Studio - Bücher:
| Titel                                          | Geplante Veröffentlichung |
| ---------------------------------------------- | ------------------------- |
| Marvel Studios: The Complete Visual Dictionary | 03. November 2020         |